# Molly Make-Believe
Molly Make-Believe er en amerikansk stumfilm fra 1916 af J. Searle Dawley.

## Medvirkende
- Marguerite Clark som Molly.
- Mahlon Hamilton som Carl Stanton.
- Dick Gray som Bobby Meredith.
- Helen Dahl som Cornelia Bartlett.
- Gertrude Norman som Meredith.